# Rashygien

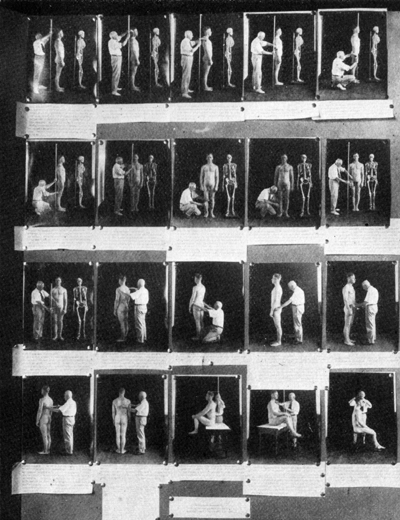
Fotografier som visar antropometri, mätning av människor.

Rashygien eller eugenik (grekiska εὐγενής eugenes, av εὖ eu "god" och γένος genos "ras" eller "börd") är läran om att förbättra människans ärftliga egenskaper genom selektiv avel. Den brittiske naturforskaren sir Francis Galton påstås ha myntat begreppet. Eugeniken var inflytelserik i västvärlden, inklusive Sverige, särskilt under 1900-talets första hälft.
Positiv eugenik innebär att främja fortplantningen av individer med påstått önskvärda ärftliga egenskaper, medan negativ eugenik syftar till att välja bort anlag som anses dåliga. Orden positiv och negativ syftar alltså på den använda metoden och inte på det önskade resultatet.
Den eugeniska rörelsen kan sägas ha bidragit till ett intellektuellt klimat som skapade förutsättningar för övergrepp som tvångssterilisering. Eugeniken var dock aldrig en enhetlig rörelse, utan har omfattat såväl renodlade rasister som individer som förespråkat måttfulla åtgärder, som information om nackdelar med kusinäktenskap eller legalisering av preventivmedel. En modern företeelse som fosterdiagnostik, som inte sällan följs av abort vid allvarligare ärftliga sjukdomar, kan klassas som eugenik även om termen numera sällan används.

## Historia
Idén om att föräldrars anlag är betydelsefull för avkomman är mycket gammal. I och med darwinismen blev frågan alltmer aktuell. Francis Galton myntade begreppet eugenik 1883, och beskrev det som studiet av ärftlighetens mekanismer, och då var det främst vad som skapade ett geni som intresserade honom. Han förespråkade ett rent biologiskt synsätt. Den tämligen stora skara av beundrare han fick brukar ses som den eugeniska rörelsens förgrundsgestalter, och redan under det första årtiondet av 1900-talet hade hans idéer blivit allmängods inom vetenskapen.
Det var den tyske läkaren Alfred Ploetz som introducerade termen Rassenhygiene år 1895 i "Grunder för rashygien" (Grundlinien einer Rassenhygiene). Vid flera universitet bildades eugeniska sällskap, som hade som mål att dels studera ärftlighet, dels att sprida idéerna. Galtons eugenik brukar kallas "den positiva eugeniken" eftersom han främst fokuserade på hur man skulle avla fram genier, och han talade om vikten att gifta sig med en genetiskt lämplig person. Han var visserligen övertygad om att det även fanns negativa anlag, vilka han även studerade, men han förespråkade inte någon insats mot att dessa skulle sprida sig.
Amerikanskan Margaret Sanger (1883–1966) var en av de främsta förespråkarna för "den negativa eugeniken", det vill säga att försöka finna sätt att eliminera "dåliga anlag". Hon lät inrätta American Birth Control League 1921 och de följande decennierna var hon tongivande inom rörelsen, som förebild och författare. De dåliga anlagen kunde enligt denna gren vara betingade av ras, men vanligare var att avse sinnessjukdom, till vilket brottslighet räknades, samt samhälleliga "avarter". De metoder som förespråkades var segregering, sterilisering och abort. Den vanligaste motiveringen till dessa "åtgärder" var att människosläktet höll på att degenereras, bland annat genom att första världskriget krävt så stor förlust av de goda anlagen. Sanger har anklagats för att ha försökt begå folkmord på svarta amerikaner genom sin eugenik.

## Sverige
Sverige spelade en framträdande roll inom rashygienen redan genom tidiga forskares intresse under 1800-talet. Ofta framhålls Herman Lundborg, förste och främste chef för Statens institut för rasbiologi i Uppsala från 1922, som rashygienens svenska portalfigur. Herman Lundborg ställde krav på regeringen att föra en aktiv befolkningspolitik, då han var övertygad om att de socialt utslagna och i synnerhet mörkhåriga, var blandraser och förutbestämda till sinnessjukdom, idioti och brottslighet. Den så kallade "nordiska, blonda rasen" ansåg han vara friskare och mer moralisk till sitt väsen, men de goda fortplantade sig inte i samma takt som blandraserna, ansåg Lundborg. Institutet fördes över från staten till Uppsala universitet år 1959 och bytte namn till Institutionen för medicinsk genetik.